# Mageochaeta malgassica
Mageochaeta malgassica là một loài bướm đêm trong họ Noctuidae.